# Captain California
Captain California è il decimo album in studio del rapper statunitense Murs, pubblicato nel 2017.

## Tracce
1. Lemon Juice (featuring Curtiss King) – 4:05
2. Shakespeare on the Low (featuring Rexx Life Raj) – 3:22
3. GBKW (God Bless Kanye West) – 3:22
4. Colossus – 3:10
5. Another Round (featuring Krizz Kaliko) – 3:22
6. Xmas and Thanksgiving – 2:32
7. Summer – 2:38
8. 1000 Suns – 3:18
9. One Uh Those Days (featuring Reverie) – 3:29
10. G Is for Gentrify – 3:39
11. Animals Damnit (featuring Beleaf) – 4:54
12. Ay Caramba – 3:16
13. Wanna Be High (featuring Big Too Big & Kelton Blackshear) – 3:50